# Анты
А́нты (др.-греч. Ἄνται) — народ, существовавший, предположительно, в IV—VII веках. Известен по готским, византийским и сирийским источникам VI—VII веков (до 602 года). В ряде источников анты упоминаются вместе со склавинами (славянскими племенами) как народы, которые близки по происхождению, обычаям и языку. Большинство исследователей считает антов славянами. С антами отождествляются носители пеньковской археологической культуры.
При вожде Боже анты нанесли поражение готам, но были разгромлены войсками Винитария из рода Амалов (Витимира).

## Происхождение названия
Существует три основных версии происхождения названия анты:
- Иранская версия. По мнению О. Н. Трубачёва, В. В. Седова, Б. А. Рыбакова, Г. Г. Литаврина, О. Б. Бубенка, В. Я. Петрухина, Д. С. Раевского и др.[4][5][6][7][8][9], наименование антов имеет иранское происхождение. Как указывает Ф. П. Филин, слово «анты» созвучно с древнеиранскими словами antas («конец, край»), antyas («что находится на краю») и осетинским attiiya («задний, сзади»). Исходя из этого, значение слова «анты» можно перевести как «живущий на окраине, пограничный житель»[10]. Как считает С. В. Назин, против такой версии говорит то, что хорошо известный в индоевропейских языках корень «ант» (латинское ante, английское end) никогда не использовался в качестве обозначения пограничной области и окраины. Для этого имелся другой корень — «марг», от которого происходят латинское margo «межа, граница», старинные немецкие и английские названия границы die Mark и the March (см.: Марка), иранское Марга (область города Мерва на реке Мургаб в современном Туркменистане, античная Маргиана), немецкие и персидские титулы маркграф и марзабан («страж границы»). Не существует ни одного исторически засвидетельствованного названия «границы», образованного от корня «ант»[11].
- Славянская версия. Станислав Роспонд на основании свидетельства Иордана связывал название анты с венедами и выводил из индоевропейского *ven- 'мокрый, влажный'[12]. Лингвистически концепция была обоснована Д. В. Бубрихом[13] и К. Т. Витчаком[14]. Этой же точки зрения придерживались А. А. Шахматов, Р. О. Якобсон и Карел Оштир. В 2012 году тему происхождения названия антов от венедов поддержал М. В. Грацианский[15][16]. С. В. Назиным славянское самоназвание антов реконструируется в виде *vętě — «вѧтҌ», *vętьskъ(jь) — «вѧтьск(ий)». Прямыми потомками антов является летописное племя вятичей (*vętitji — «вѧтичи»), сохранившее исконное племенное название[17].
- Тюркская версия. А. И. Попов и В. В. Мавродин возводили этот этноним к тюркскому слову ant[18][19], которое означает «клятва, присяга»; в монгольском имело форму anda — 'побратим', 'побратимство'[20].

## Свидетельства письменных источников
Антов упоминали готские (Кассиодор, Иордан) и византийские (Прокопий Кесарийский, Агафий Миринейский, Менандр Протектор, Маврикия и др.) историки.
Юстиниан I
В 533 году в «Институциях» императора Юстиниана (482—565) анты упомянуты в почетном титуле императора в форме «Άντικός» («Антский»).
Иордан
В 551 году римский историк Иордан, в труде «О происхождении и деяниях гетов» повествуя о племени венетов, сообщает, что они именуются по-разному, в зависимости от родов и местностей, и преимущественно они называются склавенами и антами.
…Анты же — сильнейшие из обоих [племён] — распространяются от Данастра до Данапра [Днепра], там где Понтийское [Чёрное] море образует излучину; реки эти удалены одна от другой на расстояние многих переходов.
Также Иордан сообщает, что во времена остроготского (остготского) короля Германариха (умер в 375 или 376 году), анты были ему подвластны:
…Эти [венеты], как мы уже рассказывали в начале нашего изложения, — именно при перечислении племен, — происходят от одного корня и ныне [в 551 году, время написания текста] известны под тремя именами: венетов, антов, склавенов. Хотя теперь, по грехам нашим, они свирепствуют повсеместно, но тогда все они подчинились власти Германариха.
В этом же источнике упоминается гибель антского вождя Божа вместе с сыновьями и семьюдесятью старейшинами. Победу над антами одерживал вождь остроготов [остготов] Винитарий из готского королевского рода Амалов. Так это описано у Иордана:
…Понемногу освобождаясь из-под их власти [гуннов] и пробуя проявить свою силу, он [Винитарий] двинул войско в пределы антов и, когда вступил туда, в первом сражении был побежден, но в дальнейшем стал действовать решительнее и распял короля их Божа с сыновьями его и с семьюдесятью старейшинами для устрашения, чтобы трупы распятых удвоили страх покорённых.
Сам Иордан писал, что Винитарий был сыном Валараванса и внуком Вультвульфа (брата Германариха). Однако, существуют версии, что Винитарием был прозван в честь победы над венетами сам Германарих или Витимир.
Предполагается, что антский вождь Бож погиб во второй половине IV века, до 375—376 годов (смерти готского короля Германариха). Само столкновение антов Божа с готами Винитария, согласно выводам археологов, происходило на Левобережье Днепра, в ареале киевской археологической культуры.
Прокопий Кесарийский
В 553 году византийский историк Прокопий Кесарийский, который был лично знаком с представителями склавенских и антских племён, также указывает на их этническое родство:
…У тех и других и единый язык, совершенно варварский. Да и внешностью они друг от друга ничем не отличаются, ибо все и высоки, и очень сильны, телом же и волосами не слишком светлые и не рыжие, отнюдь не склоняются и к черноте, но все они чуть красноватые. Образ жизни [их] грубый и неприхотливый, как и у массагетов, и, как и те, они постоянно покрыты грязью, — впрочем, они менее всего коварны и злокозненны, но и в простоте [своей] они сохраняют гуннский нрав. Да и имя встарь у склавинов и антов было одно. Ибо и тех и других издревле звали „спорами“, как раз из-за того, думаю, что они населяют страну, разбросанно расположив свои жилища.Война с готами (Кн. 3, Ч. 14), Прокопий Кесарийский
…Над сагинами сидит множество гуннских племен. Страна, что [начинается] оттуда, называется Эвлисия, и варварские люди занимают как ее приморье, так и внутренние области, вплоть до озера, называемого Меотида, и реки Танаис, которая впадает в [это] озеро. А само озеро несет свои воды к берегу Понта Эвксинского. Люди же, которые там живут, в древности именовались киммерийцы, а теперь называются утигурами. А за ними, еще выше к северу, сидят бессчетные племена антов.Война с готами (Кн. 8, Ч. 4), Прокопий Кесарийский
Между 550 и 559 годами Прокопий Кесарийский в своей «Тайной истории» описывает антов среди основных участников набегов и разграблений Восточной Римской (Византийской) империи во времена императора (василевса) Юстиниана I (527—565 годы):
Поэтому ни одного места, ни одной горы, ни одной пещеры, ни чего-либо другого на римской земле не осталось неразграбленным, причём многим местам случалось подвергнуться разграблению не менее пяти раз. Впрочем об этом и о том, что было совершено мидийцами, сарацинами, склавинами, антами и другими варварами мною рассказано в предшествующих книгах.
Агафий Миринейский (Схоластик)
В 554 году в «Истории» Агафия Миринейского упоминается ант Дабрагез, служивший Византии.
Менандр Протектор
Около 582 года в «Истории» Менандра Протектора упоминаются анты Идаризий, Мезамир и Келагаст, служившие Византии.
Маврикий
Примерно в 600 году в «Стратегиконе» Маврикия сообщается о единых у склавенов и антов образе жизни и нравах. Однако об этническом их родстве ничего не говорится.
Феофилакт Симокатта
В 602 году анты упомянуты Феофилактом Симокаттой:
…Тем временем каган, получив известие о набегах ромеев, направил сюда Апсиха с войском и приказал истребить племя антов, которые были союзниками ромеев.
Император Ираклий
В 612 году анты упомянуты в почетном титуле «Άντικός» («Антский») императора Ираклия (575—641).
«Лангобардские анналы»
Между 668 и 691 годами в «Лангобардских Анналах» (Origo gentis Langobardorum) неизвестного анонима упоминается некая страна Антаиб (в разных списках: Anthabus, Anthaip, Anthaib, Anthab), располагавшаяся, исходя из контекста сообщения, севернее стран бойев и бургундов. Предполагается, что это государство могло быть связано с народом антов.
Et moverunt se exhinde Langobardi, et venerunt in Golaidam, et postea possiderunt Aldonus Anthaib et Bainaib seu et Burgundaib; et dicitur, quia fecerunt sibi regem nomine Agilmund, filium Agioni, ex genere Gugingus. Et post ipsum regnavit Laiamicho ex genere Gugingus. Et post ipsum regnavit Lethuc, et dicitur, quia regnasset annos plus minus quadraginta. Et post ipsum regnavit Aldihoc, filius Lethuc. Et post ipsum regnavit Godehoc.
«История лангобардов»
Между 787 и 796 годами в «Истории лангобардов» (Historia Langobardorum) Павла Диакона, опиравшегося на «Лангобардские анналы» упоминается страна Антаб (Anthab).
Igitur Langobardi tandem in Mauringam pervenientes, ut bellatorum possint ampliare numerum, plures a servili iugo ereptos ad libertatis statum perducunt. Utque rata eorum haberi possit ingenuitas, sanciunt more solito per sagittam, inmurmurantes nihilominus ob rei firmitatem quaedam patria verba. Egressi itaque Langobardi de Mauringa, applicuerunt in Golandam, ubi aliquanto tempore commorati, dicuntur post haec Anthab et Banthaib, pari modo et Vurgundaib, per annos aliquot possedisse; quae nos arbitrari possumus esse vocabula pagorum seu quorumcumque locorum.

## Археологические культуры
С антами исследователи связывают пеньковскую археологическую культуру. Ранние анты времён Божа, предположительно, принадлежали к киевской археологической культуре. Предполагается, что анты сформировались в III—IV веках в составе черняховской культуры в условиях взаимодействия восточных венетов с ираноязычным и фракийским населением, а в V—VII веках стали отдельной древнеславянской этноплеменной группировкой. С антами связывается также ряд археологических находок на территории Дунайских провинций Византии.
Археологическим эквивалентом антов считается население, создавшее Пеньковскую археологическую культуру. Известны археологические находки антов, среди которых найдены золотые и серебряные клады (Перещепино, Подгородье, Крылос, городища «роменского типа» в селе Ромен на Черниговщине и др.). Преимущественно, из антских исторических памятников остались украшения к одежде и конской сбруи из серебра, бронзы и белого металлического сплава; больше всего среди бронзовых украшений найдено фибул из выемчатой эмали, центр производства которых был в Киеве (Вернер И., 1950).

## Принадлежность к славянам
Из-за разницы пеньковской и пражско-корчакской (ранней достоверно славянской) культур, возникают споры о принадлежности антов к славянам.
Специалист по археологии древних славян И. П. Русанова отрицала славянскую атрибутацию пеньковской культуры, поскольку пеньковские древности совершенно не похожи на памятники достоверно славянской пражско-корчакской культуры. По её мнению, местное население носящее название «анты», возможно, уже с VI века говорило на славянском языке, но сохраняло свои этнографические особенности, а в VII веке уже полностью растворилось в славянской среде.
По мнению А. Г. Алексахи (к. и. н.), эта точка зрения подтверждается на основании критерия бездиалектности славянского языка, из которого следует, что никакая археологическая культура, синхронная пражской, не может быть славянской. По его мнению, анты являлись западными балтами, и были ассимилированы славянами лишь в VI веке.
Академик В. В. Седов считал, что анты принадлежат к славянам, однако не отрицал и их иранское происхождение. По его мнению, во II—III веках славянские племена пшеворской культуры из Висло-Одерского региона мигрировали в лесостепные районы междуречья Днестра и Днепра, заселённые сарматскими и позднескифскими племенами, принадлежавшими к иранской языковой группе. Одновременно происходило перемещение на юго-восток германских племён гепидов и готов, в результате чего от нижнего Дуная до Днепровского лесостепного левобережья сложилась полиэтничная черняховская культура с преобладанием славянского компонента. В процессе славянизации местных скифо-сарматов в Приднепровье сформировались анты.
Б. А. Рыбаков переименовал древности (археологические находки) антов в древности русов
А. П. Дьяконов и Н. В. Пигулевская предположили антское происхождение народа «ерос», упоминаемого Псевдо-Захарием.
В конце IV века развитие пшеворской и черняховской культур прервалось нашествием гуннов. В южной части ареала пшеворской культуры, где в этногенезе славян участвовал кельтский субстрат, сложилась пражско-корчакская культура, распространявшаяся мигрирующими в том числе на юг славянами. В междуречье Днестра и Днепра в V веке складывается пеньковская культура, носителями которой стали потомки черняховского населения — анты. Вскоре они расширили свой ареал за счёт левобережья Днепра.

## История

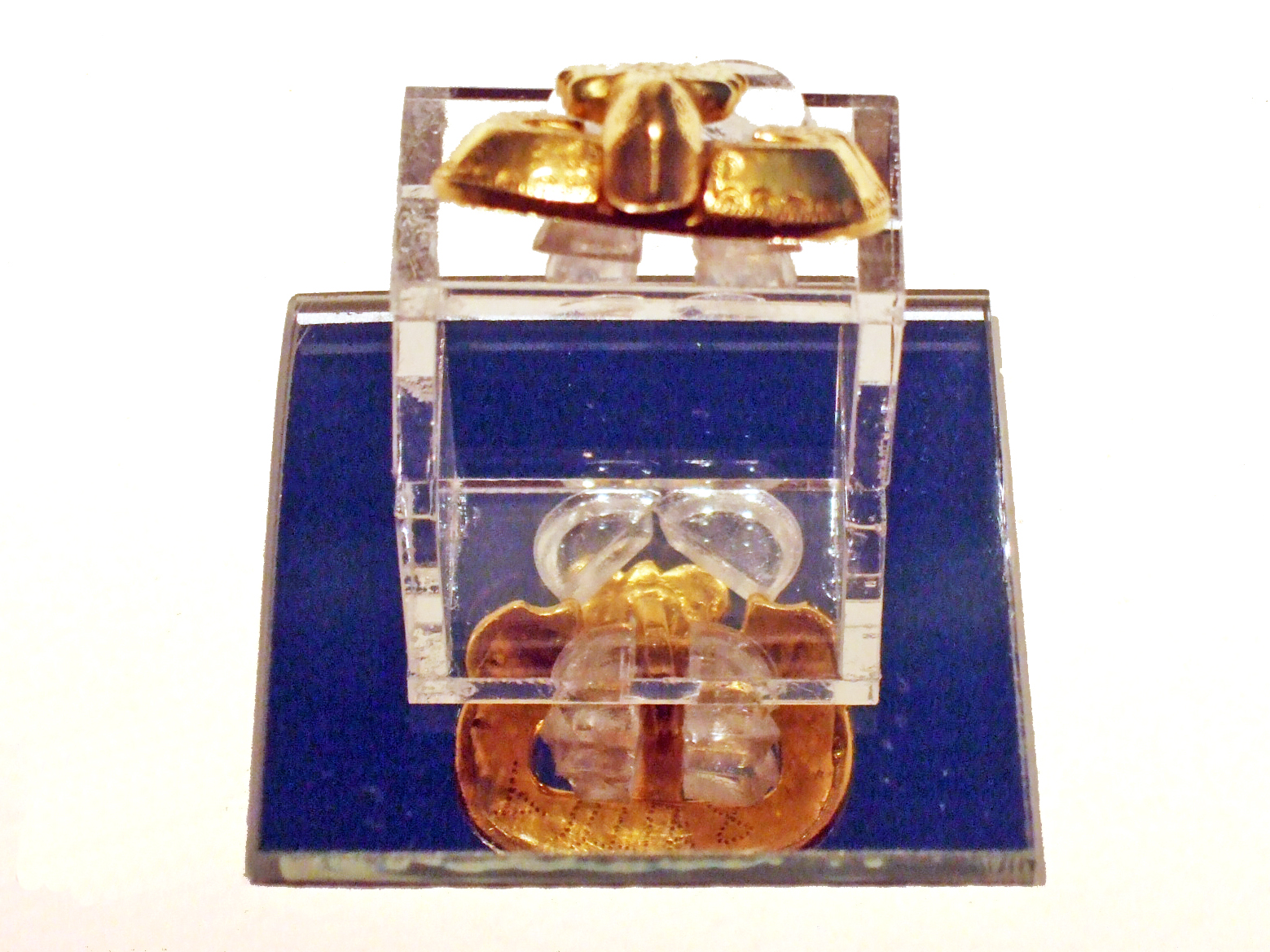
Золотая пряжка из гробницы Кестельской культуры. Снизу надпись на древнегреческом языке «ANTIKOY» («Завоеватель антов»)

К VI веку расселились в лесостепи между Днестром и Северским Донцом. Некоторые группы антов достигли Нижнего Подунавья.
При императоре Юстине I (518—527) анты первый раз вторглись на территорию Византии. Затем совершали набеги на Византию регулярно.
В 545 году император Юстиниан I смог заключить с антами союзный договор.
В середине VI — начале VII веков анты пострадали от нашествия авар. В 560-х и 590-х годах оказали существенную помощь Византии в борьбе с Аварским каганатом.
В 533—612 годах анты упоминались среди триумфальных эпитетов в титулатуре византийских императоров.
Потомки антов вошли в состав ряда восточнославянских и, предположительно, отдельных южнославянских объединений племён.

## Экономика и общество
Основой хозяйства антов были пашенное земледелие, осёдлое скотоводство и ремёсла. Предполагается, что их социальный строй представлял собой военную демократию, имелись имущественное расслоение и патриархальное рабовладение. По свидетельствам источников анты поклонялись верховному богу-громовержцу, почитали низших мифологических персонажей («нимф»), одушевляли природные объекты и др.

## Вожди антов
Все дошедшие до настоящего времени имена антов (как и сам этот этноним) известны лишь в древнегреческой, латинской или иной иноязычной интерпретации того времени. Имена, под которыми они были известны своим соплеменникам, в исторических источниках до наших дней не дошли и являются предметом филологической реконструкции на уровне научных гипотез. Список вождей антов:
- ок. 375 — Бож
- 560-е годы — Идаризий

- 560-е годы — Мезамир, сын Идаризия
- 560-е годы — Келагаст, сын Идаризия

## Известные анты
- Хильбудий (греч. Χιλβούδιος, лат. Chilbudios, Хвалибуд) — византийский полководец, вероятно, антского происхождения. Занимал должность магистра армии во Фракии в начале 530-х годов, убит в бою в 533 году. (Прокопий Кесарийский, Война с персами. Война с вандалами. Тайная история)
- Лже-Хильбудий — один из антов, оказавшихся в 545/546 в плену у склавинов, утверждал, что он византийский полководец Хильбудий.
- Дабрагез (ср.-греч. Δαβραγέζας, Доброгост) — военачальник на службе у Византии в 554 и 555 годах (Агафий, История III, 6, 9; III, 7, 2; III, 21, 6)

- Леонтий (ср.-греч. Λεόντιος) — сын Дабрагеза, военачальник в 556 году (Агафий, История IV, 18)

- Усигард (ср.-греч. Ούσιγαρδος, Всегорд, Усиярд) — военачальник на службе у Византии в 554 и 555 годах (Агафий, История III, 6, 9; III, 7, 2)

## В фольклоре
По мнению Я. Гримма и П. Й. Шафарика, с антами связаны германские слова, означающие «великан»: англо-саксонское «ent/entas/entisc», древневерхненемецкое «anzi/enz» или «antisc/antrisc/entrisc», готское «ants/antus» и прочие. От того же корня происходят слова, означающие древние сооружения созданные великанами: entisken weg, entisca geweorc.
В средневековых легендах Тироля и Каринтии (ср. Карантания) упоминаются анты или антские люди — древние племена, жившие в пещерах. А. Н. Веселовский сообщает о 2 преданиях:
- в Тироле между Преграттеном и Виндталем известна «антская берлога» (das antische loch), у которой находят окаменевшие слезы антских людей;
- в Хорутании в заброшенную «пещеру антов» (enzi loch, enzloch) были заточены люди, провинившиеся перед господином. Легенда датирована XII веком.